# Fosse septique
 (juillet 2019).
Si vous disposez d'ouvrages ou d'articles de référence ou si vous connaissez des sites web de qualité traitant du thème abordé ici, merci de compléter l'article en donnant les références utiles à sa vérifiabilité et en les liant à la section « Notes et références ».
La fosse septique est l'un des éléments constitutifs d'une installation d'assainissement non collectif. Elle reçoit uniquement les eaux-vannes (sanitaires). Quand elle reçoit l'ensemble des eaux-vannes et des eaux ménagères (cuisine, lavage), on lui préfère alors l'appellation de fosse toutes eaux. L'apport d'eaux pluviales est proscrit dans les deux cas car il entraîne le dysfonctionnement de l'installation (effet de dilution des effluents).

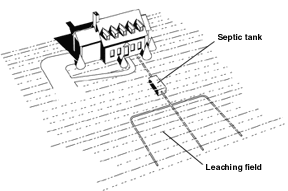
Fosse et drains.

## Fonctionnement

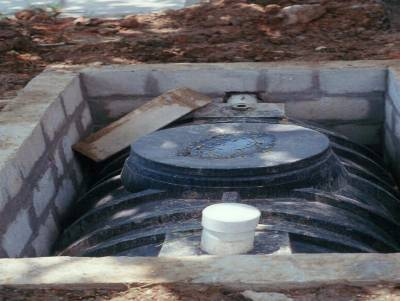
Fosse septique en cours d'installation.

Cette fosse a pour objet de faire décanter les matières solides et les hydrolyser (liquéfier) par fermentation sous l'action des bactéries anaérobies naturellement présentes dans les effluents. Ce travail demande plusieurs semaines à plusieurs mois de séjour pour les matières fécales et déchets de cuisine. La fosse n'assure qu'un prétraitement d'une dizaine de jours de rétention. La capacité de la cuve doit donc être calculée en conséquence.
Le volume utile des fosses toutes eaux doit être au moins égal à 3 m3 pour des logements comprenant jusqu'à cinq pièces principales (selon article R-111-1 du code de la construction) et doit être augmenté d'au moins 1 m3 par pièce supplémentaire.
Concernant les fosses septiques, le volume minimal est de 1,5 m3 pour des logements comprenant jusqu'à cinq pièces principales et doit être augmenté d'au moins 0,5 m3 par pièce supplémentaire.
Les fosses septiques étant conçues initialement pour ne recevoir que les eaux vannes, elles doivent obligatoirement être munies d'un bac dégraisseur[réf. nécessaire], s'il est prévu de les transformer en fosse toutes eaux puisqu'elles ne sont pas habilitées à prétraiter les eaux grasses. Ce bac doit être d'un volume minimal de 200 litres s'il reçoit seulement les eaux de cuisine et de 500 litres s'il reçoit les eaux de la cuisine accompagnées des eaux de salle de bain. Les fosses toutes eaux en revanche sont munies d'une paroi siphoïde assurant la fonction de dégraissage.
Dans les cas où la fosse toutes eaux serait éloignée de l'habitation (plus de dix mètres) il est alors recommandé d'installer tout de même un bac dégraisseur, juste après le regard de collecte des eaux usées, pour se prémunir contre le risque de colmatage des canalisations par les graisses.
La fosse n'assure qu'une fonction de pré-traitement ; seulement 30 % de la pollution carbonée est détruite. Le traitement proprement dit est le plus souvent assuré par le sol, au moyen de tranchées d'épandage. Cela suppose que les caractéristiques pédologiques des sols soient compatibles : suffisamment perméable mais pas trop pour éviter un transfert trop direct vers la nappe phréatique.
Dans le cas contraire, on doit recourir à des massifs de sable (perméabilité insuffisante) ou des tertres filtrants si la nappe affleure. Dans les cas difficiles, il faut mettre en place des installations plus sophistiquées (filtres bactériens par exemple) qui sont en fait de mini stations d'épuration.
Le rejet direct des eaux sortant de la fosse toutes eaux dans un puits est évidemment rigoureusement interdit en raison de la pollution. Mais le rejet à l'égout également (article L. 1331-5 du code de la santé publique), puisque la fermentation ayant commencé, elle s'étendrait rapidement à tout le réseau d'assainissement (odeurs, corrosion).
Il existe aussi un système de traitement innovant qui associe deux techniques : la filtration membranaire et le traitement biologique enzymo-bactériens. Ce système permet de s'affranchir des filtres à sable et autres épandages et permet de réutiliser 100 % des eaux traitées, ce système est appelé bioréacteur à membrane.

## Construction d'une fosse septique

### Matériau

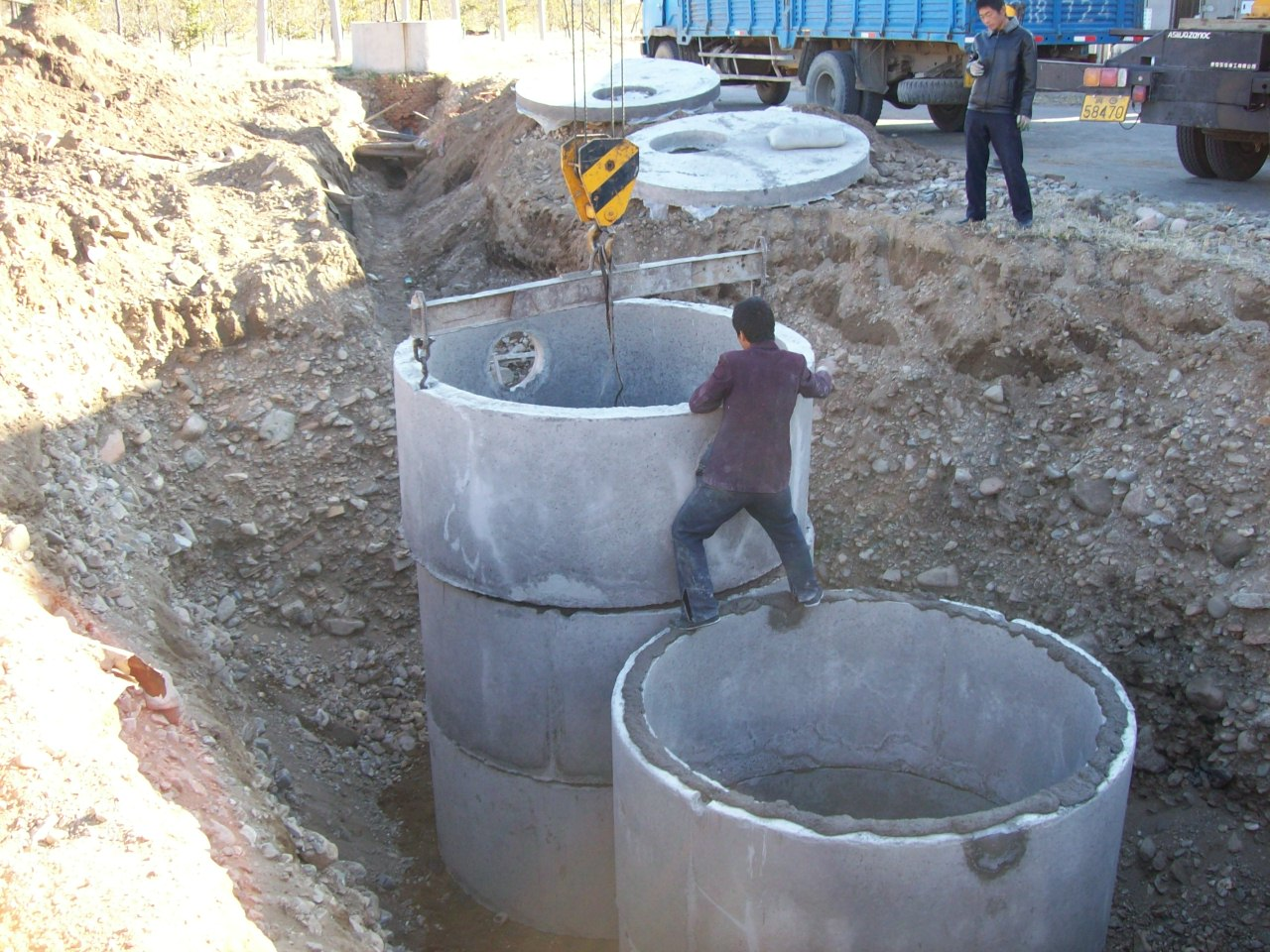
Photo d'une installation d'une fosse septique à deux compartiments en béton sur un chantier chinois en novembre 2008.

Pour les fosses septiques domestiques, le fond est généralement en béton et les parois en brique ou en pierre rendue étanche au ciment par exemple. Le poids de béton dans le fond est suffisant pour lutter contre la poussée d'Archimède lorsque la fosse est vide. Si le sol est meuble, un béton armé pour le fond permet une plus grande résistance.
Pour les fosses septiques de collectivités, les parois et le fond sont en béton armé.
Dans les deux cas, le couvercle est en béton capable de résister aux charges et dispose de plusieurs ouvertures ou plaques amovibles.
Il existe également dans le commerce toute une gamme de fosses préfabriquées, en ciment, en plastique ou autre. Les couvercles en plastique sont renforcés par de la fibre de verre. Tous ces systèmes brevetés sont des fosses domestiques. Les installateurs de fosses préfabriquées recommandent de poser la fosse sur un lit de 30 cm de sable tassé.

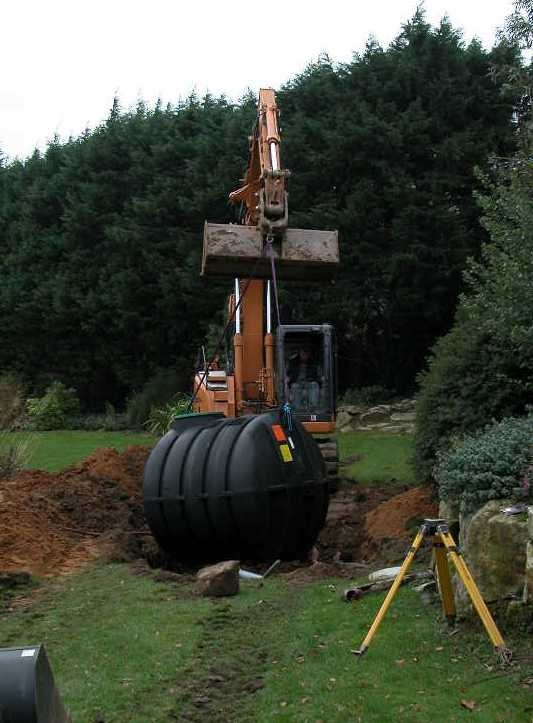
Pose d'une fosse toutes eaux préfabriquée SIMOP en polyéthylène

### Taille minimale
Dans la fosse, les boues tombent dans le fond et l'écume surnage. La hauteur d'eau minimale entre les deux ne doit pas être inférieure à un mètre. La hauteur complète minimale est d'un mètre cinquante.
La largeur minimale d'une fosse est 60 cm. Les fosses les plus petites font 1 m3, les plus grandes 100 m3.

### Arrivée
Les eaux usées ne doivent pas perturber les boues en décantation. Pour éviter les remous en entrée, on utilise des tuyaux de drainage de grand diamètre (au moins 100 mm) avec une faible pente (0,5 %) à l'approche de la fosse. Le tuyau est terminé par un tube en T plongeant de 45 cm sous le niveau d'eau et dépassant d'au moins 15 cm ou un déflecteur inclus dans la paroi.

### Sortie
Pour les petites fosses (moins de 1,2 m de largeur), le même système de tube en T ou de déflecteur peut être utilisé. Pour les fosses les plus grandes, on utilise généralement un déversoir sur toute la largeur pour permettre un débit régulier. Dans ce cas, un pare-écume couvre la largeur.

### Compartiments

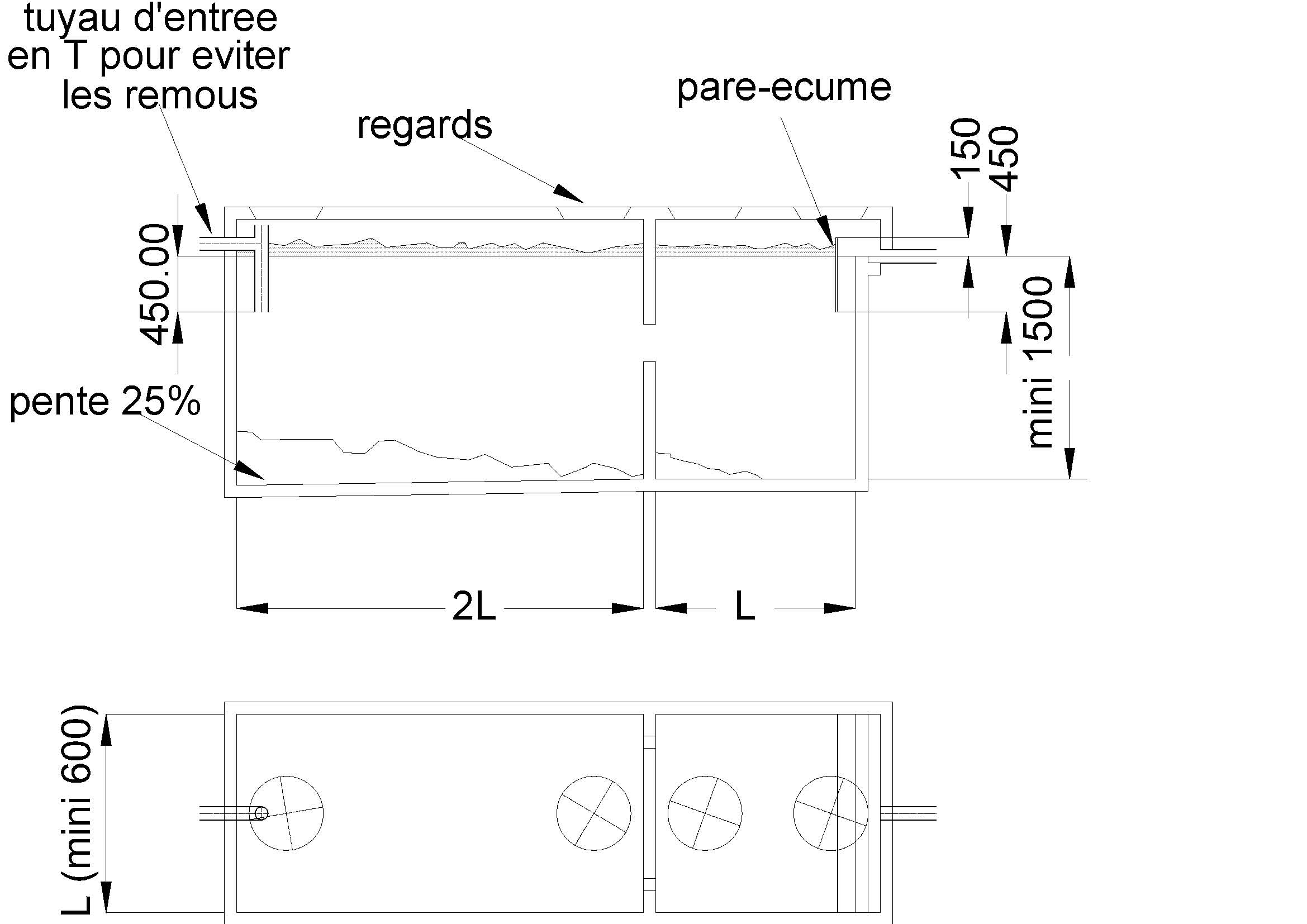
Construction typique d'une fosse septique à 2 compartiments.

Selon la taille des fosses, elles sont d'un ou de plusieurs compartiments. Une construction courante est composée d'un premier compartiment de 2⁄3 de sa longueur puis un deuxième compartiment du dernier 1⁄3, relié au premier uniquement à mi-hauteur, afin de ne permettre ni au dépôt du fond ni à l'écume du dessus de passer du premier vers le second. C'est la fonction siphoïde. 
Le moyen de liaison entre les compartiments ne doit pas perturber les boues en décantation. Les fentes de passage dans la paroi doivent donc être réparties sur la largeur. Éventuellement les entrées et sorties des compartiments sont identiques à celles de la fosse — tuyau en T, déflecteur ou déversoir — faisant en quelque sorte des différents compartiments autant de fosses septiques en série.

### Ventilation
La fermentation produisant des gaz, un évent doit être prévu, ceci dans le but d'engendrer un effet d'aspiration des gaz (effet Venturi). Ces gaz s'ils s'accumulent sont susceptibles d'attaquer les bétons et parties métalliques de la filière d'assainissement.
Une deuxième ouverture pour l'entrée d'air complète cette ventilation. Un grillage en protège l'accès.

### Pente
La pente (ou radier) permet un stockage des premières boues. Le volume à stocker est plus important au plus proche de l'entrée, on prévoira donc une pente de −25 % dans le premier compartiment. Les autres compartiments auront un radier plat. Le radier du premier compartiment impose de creuser plus profond, une vidange plus régulière permet d'en limiter la profondeur.

## Dimensionnement d'une fosse septique
On détermine le volume d'une fosse septique en fonction du nombre d'utilisateurs. On préfère toutefois se baser sur la surface d'une habitation plutôt que sur le nombre d'habitants car une maison ou un appartement peut changer de propriétaire.
Selon le pays, il existe plusieurs méthodes de calcul pour déterminer le volume.
Ces calculs permettent de dimensionner un volume minimal. Une fosse de plus grande capacité permet une rétention plus longue, donc une meilleure séparation. Les calculs prennent un minimum d'une journée de rétention, dans l'idéal le temps de séjour des eaux est entre 5 et 10 jours.
Note : dans les paragraphes suivants, on note V le volume de la fosse en litres et P le nombre d'usagers potentiel.

### Méthode britannique
V = 180 × P + 2000[réf. nécessaire]

### Méthode française
Le dimensionnement des fosses toutes eaux en France est calculé par rapport au nombre de pièces principales du domicile, à savoir 3 m3 jusqu'à 5 pièces principales, puis 1 m3 supplémentaire par chambre supplémentaire.
Dans le cas d'une fosse septique, ne recevant pas les eaux ménagères, la cuve est 50 % moins volumineuse que la fosse toutes eaux, c'est-à-dire 1,5 m3 jusqu'à 3 chambres plus 0,5 m3 par chambre additionnelle.
Pour appliquer ce dimensionnement aux industries, le rapport retenu est de 0,2 ; c'est-à-dire que 5 ouvriers comptent comme une chambre.

### Méthode préconisée par laBanque mondiale
Le volume doit être égal à trois fois la capacité journalière multiplié par le temps de rétention. Le temps de rétention R est variable, minimum un jour.
On note Q le volume d'eaux usées par jour et par personne, estimé à 60 L en moyenne, jusqu'à 200 L selon les pays.
D'où la formule :
V = 3 × P × R × Q[réf. nécessaire]

### Prise en compte de la fréquence de vidange des boues
On estime que les boues s'accumulent en moyenne de 0,18 à 0,30 L/usager/jour selon la taille et la construction de la fosse. S'il est préconisé de vidanger les fosses chaque année, les calculs sont établis pour un minimum de 2 ans d'accumulation avec un encombrement de la fosse de moins de 50 %.
On note A le taux d'accumulation, F la fréquence (0,5 pour 2 ans).
V=1000 × P × A × F/50 %[réf. nécessaire]
Le tableau ci-dessous est établi d'après les recommandations techniques des constructeurs pour le calcul de V.
| Nombre d'usagers | Volume |
| ---------------- | ------ |
| 5                | 1 180  |
| 10               | 2 520  |
| 15               | 3 600  |
| 20               | 4 550  |
| 50               | 10 040 |
| 100              | 23 300 |
| 150              | 32 900 |
| 200              | 44 200 |
| 300              | 65 500 |

### Méthode canadienne
Ce calcul est progressif en fonction du débit.
Pour un débit D = P × Q compris entre 1 900 et 5 700 L par jour :
V=1500 × D
Pour un débit compris entre 5 700 et 34 200 L par jour :
V=4300 + 750 × D
Pour ces deux calculs, si la fréquence de vidange des fosses est faible, on peut ajouter un volume de stockage des boues. Par exemple pour une vidange tous les deux ans, ajouter 0,3 × surface de la fosse.

### Tables de dimensionnement
Les professionnels préfèrent en règle générale des tables empiriques aux calculs, la table ci-dessous est issue d'un catalogue d'un fournisseur français.
|                                                       | 3 m3 | 4 m3 | 5 m3 | 6 m3 | 8 m3 | 10 m3 | 12 m3 | 15 m3 |
| ----------------------------------------------------- | ---- | ---- | ---- | ---- | ---- | ----- | ----- | ----- |
| Habitations (nombre de pièces principales)            | 5    | 6    | 7    | 9    | .    | .     | .     | .     |
| Camping, hôtel, école + internat (nombre d'habitants) | 6    | 10   | 15   | 20   | 30   | 40    | 45    | 60    |
| Usine, chantier, salle de sport, école + ½ pension    | 12   | 20   | 30   | 40   | 60   | 80    | 90    | 120   |
| École + externat, salle des fêtes, magasin, bureau    | 18   | 30   | 45   | 60   | 90   | 120   | 135   | 180   |

## Entretien
Un bac dégraisseur doit être nettoyé très régulièrement (3 à 6 mois) et d'autant plus fréquemment que des eaux grasses sont envoyées dans le circuit des eaux usées.
Les boues accumulées au fond de la cuve doivent être vidangées tous les 2 à 4 ans environ. Ces boues de curage ne doivent pas être utilisées directement comme fertilisant sur des cultures alimentaires, prés ou prairies, ni stockées à proximité de l'eau : elles contiennent en effet une concentration trop élevée de microorganismes pathogènes issues des matières fécales, susceptibles de contaminer les cultures, les pâtures ou l'eau et de nuire à la santé des humains et des animaux.
En France, le SPANC doit vérifier les installations environ tous les 10 ans.

## Problèmes les plus courants
L'entretien d'une fosse septique est une démarche qu'il faut effectuer régulièrement pour éviter les pannes et tout autre problème relatif au fonctionnement de cette installation. En effet, une fosse septique mal entretenue ou de manière irrégulière ne marchera pas correctement. Les problèmes les plus courants liés à un mauvais entretien sont :
- une fosse septique bouchée ;
- l'eau potable dégage une mauvaise odeur[pourquoi ?] ;
- une fuite qui se déclare sur la fosse septique ;
- une mauvaise évacuation de l'eau ;
- une odeur nauséabonde qui provient des canalisations.

L'entretien d'une fosse septique est soumis à une règlementation stricte. Plusieurs textes de loi encadrent l'installation et l'entretien de ces appareils.
Pour remédier à ces problèmes, les particuliers se tournent vers des systèmes d'assainissement non collectif plus complets, sans odeur, à meilleur rendement d'épuration comme les microstations d'épuration ou les filtres compacts.

## Suite du traitement
Environ 30 % des déchets sont traités par la fosse septique, par décantation, l'eau pré-traitée, les effluents doivent ensuite être filtrés.
Le traitement domestique des eaux usées se fait par un lit filtrant. Au-delà d'un certain volume d'eau à traiter et conformément à la législation en vigueur selon les pays, les industries installent une station de traitement des eaux dans laquelle se déversent à la fois les eaux industrielles et les eaux de sortie des fosses septiques.
Des applications professionnelles de fosse septique proposent un procédé d'épuration aérobie à cultures fixées sur textiles permettant un rejet direct des effluents dans la nature.

## Aides pour la filière écologique

### En France
Le système d'assainissement est dit écologique lorsqu'il n'utilise pas d'électricité (contrairement aux micro-stations d'épuration par exemple) et que le filtre compact est écologique. Celui-ci est généralement constitué d'une matière naturelle (filtre planté, fibres comme le xylit, copeaux de coco, etc.) qui permet la prolifération des bactéries épuratrices. Afin d'encourager l'installation d'un système écologique, un certain nombre d'aides ont été mises en place par l’État, accessibles sous certaines conditions de revenus,,.
Subvention de l'ANAHjusqu'à 50 % du montant des travaux à hauteur de 50 000 €
CAFpeut accorder un prêt à l'amélioration du logement (Pah) jusqu'à 80 % du montant des travaux (sans dépasser 1 067,14 €) avec un taux de 1 % aux ménages bénéficiant déjà de prestations familiales. Pour les bâtiments destinés à l'accueil d'enfants par des assistants maternels, elle peut aussi accorder des prêts à l'amélioration du lieu d'accueil (Pala) jusqu'à 10 000 € à taux zéro
Réduction de la TVA à 10 %applicable aux travaux de remise aux normes, aux matériaux, matériels et équipements nécessaires aux travaux pour les logements âgés de plus de deux ans.
Eco-Prêt à taux zérojusqu'à 10 000 € cumulable avec les aides territoriales.